# ルパン三世 ヘミングウェイ・ペーパーの謎
『ルパン三世 ヘミングウェイ・ペーパーの謎』（ルパンさんせい ヘミングウェイ・ペーパーのなぞ）は、モンキー・パンチ原作のアニメ『ルパン三世』のテレビスペシャルシリーズ第2作。1990年7月20日に日本テレビ系の『金曜ロードショー』にて放送された。視聴率は19.1％。1996年3月15日にも同枠で再放送された（視聴率は19.6%）。

## 概要
泥棒業界の謎とされてきたアーネスト・ヘミングウェイの未完成原稿、「ヘミングウェイ・ペーパー」を巡る、ルパン・コンサノ・カルロスの三つ巴の争奪戦が主軸となっている。
ルパン三世のテレビスペシャルシリーズは本作以降、すべて『金曜ロードショー』枠内で放送されるようになる。放映時期も夏季（7月下旬～8月上旬）に移行し、一部例外はあるものの、2008年放送のTVスペシャル『ルパン三世 sweet lost night 〜魔法のランプは悪夢の予感〜』までこの形態が続くことになる。初回放送版では本編前に、水野晴郎、山田康雄、モンキー・パンチの3人による対談が行われた。
原作漫画の出版権が双葉社から中央公論社に移管したことに伴い、本作からは出版社のクレジットも同社に変更されている。
本作以降、TVスペシャルでのルパン達は、登場するTVスペシャルが放送される時期に生きているという設定になった。これは、この頃からルパンがアルセーヌ・ルパンの孫という設定に（いくら不詳といえど）年齢的な問題が発生するようになったためである。

## あらすじ
ルパンは裏社会で知られる伝説の謎のお宝「ヘミングウェイ・ペーパー」の情報を得る。それはアメリカの文豪アーネスト・ヘミングウェイの遺稿のことであり、地中海での冒険で莫大なお宝を発見した彼は、それを小説に書こうとしたが途中で謎の死を遂げ、原稿も行方不明になったというものであった。ルパンが得た情報では地中海にある島「コルカカ島」に、原稿を納めた宝箱「パンドラの箱」があり、また箱を開ける唯一の鍵「黄金の鍵」はドイツの没落貴族が所有しているという。さっそく黄金の鍵を盗みに向かったルパンであったが一足遅く、「地中海の鮫」と恐れられる死の商人・マルセスの命令を受けた私設軍隊のリーダーであるクレイジー・マッシュに奪われた後であった。マルセスもまたヘミングウェイのお宝を狙っており、傍らには峰不二子がいた。
一方、コルカカ島は数年前から同じくヘミングウェイのお宝を狙って島外からやってきた傭兵部隊の長コンサノと大統領のカルロスの二大勢力による激しい内戦状態となっていた。次元大介はかつて自分と仲間たちを裏切ったマッシュに復讐すべく彼が現れるというコンサノ軍に雇われており、また石川五ェ門は斬鉄剣でも斬れぬという「パンドラの箱」の話を聞きつけ、カルロス軍に雇われていた。コルカカへとやってきたルパンは、一人だけ街に残って酒場を営む気丈な女性マリアの元に半ば強引に居候する。やがてマリアの正体はコルカカ島の民兵組織「サソリ」の生き残りで、島を滅茶苦茶にしたコンサノとカルロスに復讐しようとしていることがわかる。
伯仲していたコンサノ軍とカルロス軍であったが、最新鋭の戦車など、マルセスの助力を得たコンサノ軍が戦況を巻き返し始める。同時にコンサノ軍に加わったマッシュを殺害すべく次元が動き出すが、狡猾で悪運の強いマッシュによって逆に次元はコンサノ軍に捕まってしまう。また、次元の情報からカルロスの宝物庫にパンドラの箱があることを知った五ェ門は、箱に挑戦すべく部屋に侵入するが、箱を斬ることができず、失意の内に不法侵入でカルロス軍に拘束される。一方で不二子と手を組んだルパンは、パンドラの箱を盗み出した上に、マルセスの特別な貸金庫も破って黄金の鍵を手に入れる。箱を開けついにヘミングウェイ・ペーパーを手に入れたルパンであったが、事態を察知したマルセスとマッシュの奇襲を受け、箱ごと原稿を奪われてしまう。
マルセスは原稿に書かれたお宝を手に入れるため、コンサノを指揮下に収めようとするが、彼は既にマッシュと手を組んでおり、マッシュの裏切りでマルセスは射殺される。コンサノはカルロスに負けを認めるように迫り、カルロスはしぶしぶ受け入れるものの、お宝の分配比率を巡って互いの切り札による一対一の決闘を申し出る。こうして助命された次元と五ェ門は一騎討ちの決闘を行うが、五ェ門の機転とルパンの介入で2人は逃げ出すことに成功する。
原稿に記されたお宝の在り処は、島民たちも寄り付かない通称「死の谷」と呼ばれる荒れた峡谷であった。嵐の中、同地を行軍するコンサノ・カルロス両軍であったが道中でルパン一味を発見し、激しい砲撃を行う。この衝撃と雨で谷が崩れて洪水が発生し、両軍は全滅する。逃げ延びたルパンたちは谷の洞窟の奥にあり、原稿には「宮殿」と記された場所に到着する。鉛の壁を壊すとその向こうにはあたり一面が鮮やかな結晶で覆われた幻想的な光景が広がっており、これがヘミングウェイの見つけたお宝であった。しかし、ルパンはすぐにそれが高濃度のウランで、長く留まれば被曝する危険な場所だと気づく。そこに生きていたマッシュが現れ、独り占めにしようとするが、次元の早撃ちで眉間を撃ち抜かれ死亡する。直後に壁や天井が壊れて水が流入し、ルパンたちは洞窟から脱出する。
ルパンはマリアにコンサノたちは亡くなって平穏を取り戻すだろうと伝え、島を後にする。

### コルカカ島
本作の舞台で、地中海にある島。かつてヘミングウェイが探索し、お宝を発見したという逸話が残る。このため、ヘミングウェイのお宝を捜して島外から山師たちが押し寄せ、島中に採掘の後がある。観光ヘリのパイロットによると、面積は約4万平方キロメートル（九州よりやや広い）と、現実の地中海最大の島であるシチリア島（約2.5万平方キロメートル）の1.6倍ほどある。
数年前に山師たちの有力者であったコンサノとカルロスが島の実権を握るものの程なくして仲違いし、お宝と島の覇権をめぐって内戦状態にある。島の本来の住人たちは街を捨て島の端の方に疎開しており、少し前には民兵組織「サソリ」を立ち上げて抵抗した者たちもいたが、両軍に潰され現在は壊滅している。

## 登場人物

### メインキャラクター
ルパン三世
かの名高き怪盗アルセーヌ・ルパンの孫で、自らも世界的な大怪盗かつ変装の達人。
泥棒業界では有名だが真偽があやふやな「ヘミングウェイ・ペーパー」の情報を手に入れ、これを狙うも次元と五ェ門から協力を拒否され、単独行動することになる。
次元大介
コンバットマグナムを使う射撃の名手でルパンの相棒。
かつて自分と仲間たちを裏切ったマッシュに復讐するため、彼が現れるという情報を聞きつけたコンサノ軍に用心棒として雇われる。
石川五ェ門
古の大泥棒・石川五ェ門の十三代目。最強の刀「斬鉄剣」を使う居合い抜きの達人。
修行中に聞いた斬鉄剣でも斬れぬというパンドラの箱を求め、カルロスの外人傭兵部隊に加わる。
峰不二子
ルパン一味の紅一点で、付かず離れずの存在。時にはルパン達を利用したり、裏切ったりすることも多い。
死の商人マルセスに秘書として取り入り、ヘミングウェイのお宝を狙う。
銭形警部
ルパン一味を追うICPOの捜査官。ルパン専任捜査官であるため、ルパンに関係する事件なら世界中どこでも捜査権が認められている。
ルパンを捕まえるためマルセスの車のトランクに潜むが、そのままコルカカ島に連れて行かれてしまい、車内から脱出するもコンサノ軍に見つかってしまい捕まる。

### ゲストキャラクター
マリア
本作のゲストヒロイン。コルカカ島の住人で酒場の女主人。
内戦の被害から街を捨てた島民たちの中で、一人だけ残って酒場を切り盛りする気丈な美女。カルロス軍に追われているルパンを匿うが、そのまま酒場に居つかれてしまう。酒場の経営にも拘りがあるようで、五ェ門が「女将!熱燗!」と注文したのにしっかり応えていることから、日本酒とお銚子すら揃えていることがうかがえる。
実はカルロスとコンサノに反抗するため島の住人によって組織された解放軍「サソリ」の唯一の生き残り。軍のリーダーであった兄を含め全員が殺害されてから7年が経過しているが、いつか思い知らせようと強い復讐心のもと今も彼らの命を狙っている。お宝を狙って島外からやってきたルパンに対しても警戒していたが、中盤では「サソリ」の本部だった秘密の場所へ案内している。島が平穏を取り戻すことを強く願っている。
コンサノ
カルロスと島を二分する傭兵部隊の長。
関西弁の強い訛りで話す恰幅の良い中年男性。10年前にヘミングウェイのお宝を捜してカルロスと共に島外からやってきた人物。「パンドラの箱」発見後に仲違いし、島の本来の住民たちを排して内戦状態に変えた元凶。当時はカルロスの弟分であり、スーツを着て彼の指示を受けていた。拮抗状態を変えるべく、マルセスに助力を求め巻き返しを図る。途中でマルセスが「パンドラの箱」を開けるための「黄金の鍵」を持っている事を見抜いたり、やがて自分を出し抜こうとする事を予見して事前にマッシュを味方に引き入れ、箱と鍵を確実に手に入れようとするなど、非常に用心深く狡猾な面がある。
本名はコンバローナ・マレドビッチ・ナンノ・コンサノ。
カルロス
コンサノと島を二分するコルカカの大統領。
白基調の軍服を着た細身の中年男性。10年前にヘミングウェイのお宝を捜してコンサノと共に島外からやってきた人物。コンサノと共にリーダーとして山師達をまとめあげてコルカカの実権を手にするが「パンドラの箱」発見後に仲違いし、島の本来の住民たちを排して内戦状態に変えた元凶。コンサノとは自分の方が兄貴分であったと言い、当時は作業服を着て彼に指示を出していた。箱の現在の所有者であり、他にも様々な美術品を保有している。当初は余裕を見せていたが、コンサノがマルセスの協力を得たことに焦り始める。コンサノと比較すると小心者であり、様々な判断に迷う優柔不断な面がある。
マルセス
アメリカの武器密売企業「マルセス商会」の社長。
「地中海の鮫」の異名を持つ、やや成金趣味な初老の男。事業で莫大な財産を築き、スイス銀行に専用の貸金庫を持つ。また、不二子を秘書として雇っており、彼女の美貌に惚れ込んで結婚したいと考えている。自身もまたヘミングウェイのお宝を狙っており、マッシュ率いる私設軍隊を操り、コンサノを利用してコルカカ島に介入する。
マッシュ
マルセスの私設軍隊のリーダー。
「クレイジー・マッシュ」の異名を持つ、残虐非道でマフィアも一目置くという壮年の男。自己の利益のために仲間を裏切ることも躊躇しない。狡猾で頭の回転も早く、また悪運も強い。劇中冒頭ではルパンに先んじて「黄金の鍵」を手に入れる。
前歴は殺し屋で、かつては次元とも手を組んでアメリカ陸軍の現金輸送車を襲撃したこともあったが、その際に次元ら仲間たちを裏切って射殺し、成果を独り占めにした過去を持つ。このため、唯一生還した次元からは仇として命を狙われていた。
リベラ
コンサノの側近で、コンサノ軍の人間らしい軽薄そうな男。物語冒頭で次元の腕前を認め、用心棒に雇う。また劇中では大の女好きでマリアや不二子に下卑た声をかける。
ロペス
カルロスの側近で、体格のよいきっちりとした男。物語冒頭で不法入国してきたルパンを発見するも逃げられてしまう。ルパンを匿ったマリアに「馬鹿面した男（ルパン）を見なかったか」と聞いた際、「見たわ、あんたよ」と返され部下と共に自嘲気味に笑うなどコミカルな場面も多い。
高僧
オレンジ色の袈裟（黄衣）にサングラスを掛けた仏僧。修行の成果に悩む五ェ門に対し、斬鉄剣でも斬れぬという「パンドラの箱」を教える。

## 用語
ヘミングウェイ･ペーパー
本作のお宝。文豪アーネスト・ヘミングウェイが死去する直前に書き残したといわれる原稿。コルカカ島に隠されているという伝説のお宝の場所が記されているといわれている。裏社会でも有名なものながら実在するかも不確かで、さらに仮に実在しても、お宝の場所が記されているという話自体が真偽不明とされていた。
物語冒頭において原稿は実在し、「パンドラの箱」に収められていることが明かされる。
パンドラの箱
ヘミングウェイ･ペーパーが納められているという豪奢な装飾が施された金色の大きな宝箱。ミサイルでも破壊されない特殊合金で作られており、斬鉄剣でも斬れないとされている。箱を開けるには同じ製法で作られた「黄金の鍵」が必要とされる。元はコルカカ島に隠されていたが、箱はコンサノとカルロスによって発見され、現在はカルロスの宝物庫に仕舞われている。「黄金の鍵」は経緯は不明だが、現在はドイツの没落貴族の男が所有している。
宮殿
本作の真のお宝。ヘミングウェイがコルカカの「死の谷」にて友人と共に発見した結晶の洞窟。息をのむほどの美しい光景であったが、結晶の正体は高純度のウランであり（ルパンはウラン238であると言う）、長時間留まれば放射線障害で死に至る危険な場所であった。ヘミングウェイの友人が滞在四日目に死亡したのも、ヘミングウェイ本人も最終的に体調を崩したのも、この洞窟に数日間も留まり続け放射能を浴びてしまったためである。美しさだけでなく、次元が「これだけあれば核兵器は作り放題」と指摘したように金銭的な価値も非常に高く、「髪の毛抜けても構わねぇってんなら、大儲けできるぜ」とルパンは皆に問うが、誰もその意見に賛同するものはなく、ルパンも「このお宝は俺の趣味に合わねぇ」と所有することを拒否していた。

## 声の出演
- ルパン三世 - 山田康雄
- 次元大介 - 小林清志
- 石川五ェ門 - 井上真樹夫
- 峰不二子 - 増山江威子
- 銭形警部 - 納谷悟朗
- コンサノ - 富田耕生
- カルロス - 小林修
- マルセス - 筈見純
- マリア - 佐々木優子
- マッシュ - 立木文彦
- リベラ - 谷口節
- ロペス - 島香裕
- 高僧 - 峰恵研
- アントニオ - 塚田正昭
- メンゲル - 村松康雄
- 星野充昭
- 秋元羊介
- 小形満
- 沢木郁也
- 天野由梨

## スタッフ
- 原作 - モンキー・パンチ（中央公論社刊）
- 企画 - 高橋靖二（日本テレビ）、武井英彦（日本テレビ）
- 監督・絵コンテ - 出﨑統（さきまくら）
- 脚本 - 柏原寛司
- 音楽 - 大野雄二
- 音楽監督 - 鈴木清司
- 録音監督 - 加藤敏
- 音響効果 - 糸川幸良
- 録音制作 - 東北新社
- 美術 - 平田秀一
- 作画監督 - 古瀬登、平山智、長岡康史
- キャラクターデザイン - 古瀬登
- 撮影監督 - 長谷川肇
- 編集 - 鶴渕允寿
- プロデューサー - 武井英彦（日本テレビ）、伊藤響（日本テレビ）、松元理人（TMS）
- 制作担当 - 福丸教幸（TMS）
- 主題歌『HE'S GONE』
  - 作詞 - 三浦徳子、Linda Hennrick
  - 作曲 - 大野雄二
  - 唄 - 木原美智子
- 企画協力 - WOrds
- 企画制作 - 日本テレビ
- 製作 - 東京ムービー新社

## 評価
アニメ監督の板垣伸は、本作について「数ある出崎版ルパンスペシャルの中でこれがいちばん出崎さんっぽい。斬鉄剣で本当に斬れないものは『仲間』ってトコがよいです。」とコメントしている。

## 参考資料
- DVD『ルパン三世 ヘミングウェイ・ペーパーの謎』の冊子